# Abram Ioffe
Abram Fëdorovič Ioffe (in russo Абрам Фёдорович Иоффе?; Romna Poltavskaja, 29 ottobre 1880 – Leningrado, 14 ottobre 1960) è stato un fisico russo.
Allievo di Wilhelm Röntgen, fu docente al politecnico di Leningrado dal 1929 e direttore dell'Istituto di Fisica della stessa città.
Condusse accurati studi sull'elettricità e sui cristalli. Fu uno dei principali scienziati impegnati nel programma atomico sovietico.